# María Venegas de la Torre
María Venegas de la Torre, en religió María de Jesús Sagramentat (Zapotlanejo, Jalisco, Mèxic, 8 de setembre de 1868 - Guadalajara, 30 de juliol de 1959) fou una religiosa mexicana, fundadora de la congregació de les Filles del Sagrat Cor de Jesús de Guadalajara. És venerada com a santa per l'Església Catòlica des de 2000 i és la primera persona mexicana canonitzada.

## Biografia
María Natividad Venegas de la Torre nasqué el 1868, la petita de dotze germans. Sa mare morí quan ella tenia setze anys i son pare tres anys més tard, i una tia seva l'acollí a casa. Molt religiosa, feia catequesi als veïns i ajudava els necessitats. El 8 de desembre de 1898, entrà en l'Associació de Filles de Maria i en el seu si va establir un grup de dones dedicades a l'assistència a malalts pobres.
Va voler consagrar la vida a la religió; participà en uns exercicis espirituals a Guadalajara i poc després, el 1905, entrà en una petita comunitat de joves dedicades a la cura de malalts en l'Hospital del Sagrado Corazón que havia fundat el bisbe Atenógenes Silva y Álvarez Tostada. En prengué els vots el 1910 i en fou elegida superiora el 25 de gener de 1921. Malgrat la persecució religiosa del moment, continuaren treballant i atenent els malalts en hospitals i comunitats. Escrigué les constitucions de la comunitat, que rebé el nom de Filles del Sagrat Cor de Jesús i que foren aprovades el 1930, convertint-se llavors en una congregació religiosa de dret pontifici. Fou llavors quan emeté els vots solemnes i prengué el nom de religió de Maria de Jesús Sagramentat.

## Veneració
El procés de canonització s'obrí el 1980 i fou remès a Roma el 1987. Fou proclamada venerable el 13 de maig de 1989 per Joan Pau II i ell mateix la beatificà en una visita a Ciutat de Mèxic el 22 de novembre de 1992. El mateix papa la canonitzà a Roma el 21 de maig de 2000: es convertí en la primera persona mexicana canonitzada.